# SIPA S.1100
Die SIPA S.1100 war ein dreisitziges COIN-Flugzeug des französischen Herstellers Société industrielle pour l’aéronautique.

## Geschichte und Konstruktion
Die S.1100 wurde auf Grund einer Ausschreibung des französischen Kriegsministeriums nach einem Guerillabekämpfungsflugzeug zu Beginn des Algerienkriegs entwickelt. Das Flugzeug war als Mitteldecker konstruiert und besaß ein konventionelles Leitwerk. Angetrieben wurde es von zwei Sternmotoren Pratt & Whitney R-1340-S3H1 Wasp und verfügte über ein einziehbares Spornradfahrwerk. Um die Sicht für Bodenangriffe zu verbessern, war der Bug großzügig verglast. Der Erstflug erfolgte am 24. April 1958, der Prototyp zeigte jedoch schlechte Leistungen.
Um die Einführung diese Flugzeugmusters zu beschleunigen, hatte die Regierung bereits im Jahre 1957 100 Exemplare bestellt, die jedoch wieder storniert wurden, da bereits die amerikanischen T-6 Texan für den Einsatz im Algerienkrieg geliefert wurden.
Der Prototyp stürzte am 2. Juli 1958, offenbar auf Grund eines Pilotenfehlers während einer Flugvorführung, in Villacoublay ab.

## Technische Daten
| Kenngröße             | Daten                                                                        |
| --------------------- | ---------------------------------------------------------------------------- |
| Besatzung             | 3                                                                            |
| Länge                 | 11,20 m                                                                      |
| Spannweite            | 14,78 m                                                                      |
| Höhe                  | 3,70 m                                                                       |
| Flügelfläche          | 42,80 m²                                                                     |
| Flügelstreckung       | 5,1                                                                          |
| Leermasse             | 4000 kg                                                                      |
| max. Startmasse       | 6200 kg                                                                      |
| Marschgeschwindigkeit | 350 km/h                                                                     |
| Höchstgeschwindigkeit | 380 km/h                                                                     |
| Dienstgipfelhöhe      | 7500 m                                                                       |
| Reichweite            | 2000 km                                                                      |
| Triebwerke            | 2 × Sternmotor Pratt & Whitney R-1340-S3H1 Wasp; je 610 PS (ca. 450 kW)      |
| Bewaffnung            | 4 × 20-mm-Browning-Maschinenkanonen Bomben und Raketen unter den Tragflächen |